# Affeton Castle

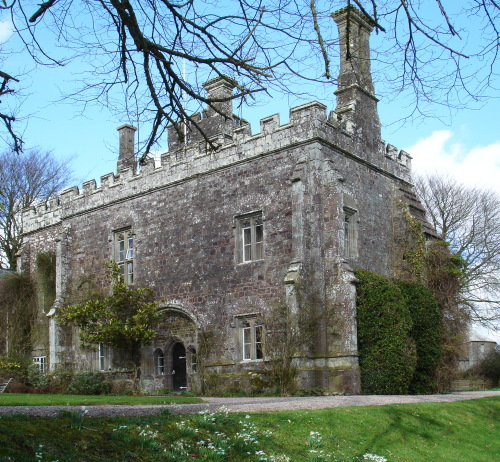
Affeton Castle, das ehemalige Torhaus

Affeton Castle ist ein umgebautes Torhaus aus dem Spätmittelalter beim Dorf East Worlington in der englischen Grafschaft Devon. Es war früher Teil eines befestigten Herrenhauses von Affeton an der Talseite des Little Dart River. Das 1494 gebaute Haus wurde im englischen Bürgerkrieg in den 1640er-Jahren zerstört und Anfang des 19. Jahrhunderts war auch das Torhaus verfallen. Sir George Stucley, 1. Baronet, ließ es 1868–1869 restaurieren und nutzte es als Schießstand. 1956 wurde es für Dennis Stucley, 5. Baronet, als Wohnhaus hergerichtet. Die Burg mit einer Grundfläche von 18 Meter × 6,7 Meter ist von English Heritage als historisches Gebäude II*. Grades gelistet.

## Geschichte
Ursprünglich war Affeton Castle Teil eines großen befestigten Herrenhauses, das die Familie Stucley um 1434 aus grauem Bruchstein errichten ließ. Die Familie Stucley erwarb das Anwesen Affeton durch Heirat von Hugh Stucley, Sheriff von Devon, mit der Erbin Catherine de Affeton im Jahre 1448. Es war etwa 18 Meter × 6,7 Meter groß und bildete einen wichtigen Teil der Befestigungen des Hauses. Es enthielt einen hohen Bogen, der heute zur Aufnahme einer kleineren Hauseingangstüre teilweise zugemauert ist. Früher wurden dort Personen und Fahrzeuge in den Innenhof eingelassen.
Einer der bekanntesten Bewohner des früheren Herrenhauses war Sir Lewis Stucley († 1620), ein Landesverräter aus elisabethanischer Zeit. Im englischen Bürgerkrieg wurde das Herrenhaus bis auf die Grundmauern zerstört; es wurde mehrmals geplündert. Die Familie Stucley wurde im Bürgerkrieg fast ruiniert, weil sie sich für die royalistische Sache starkmachte und verkaufte viel von ihren Ländereien, insgesamt mehrere Tausend Hektar. Dennis Stucley starb 1855 kinderlos und seine Besitzungen fielen an George II. Buck (1731–1791). Anschließend verblieben sie in der Familie Buck durch George Stucley Buck (1755–1791), George Pawley Buck (1782–1805) und Lewis William Buck (1784–1858).

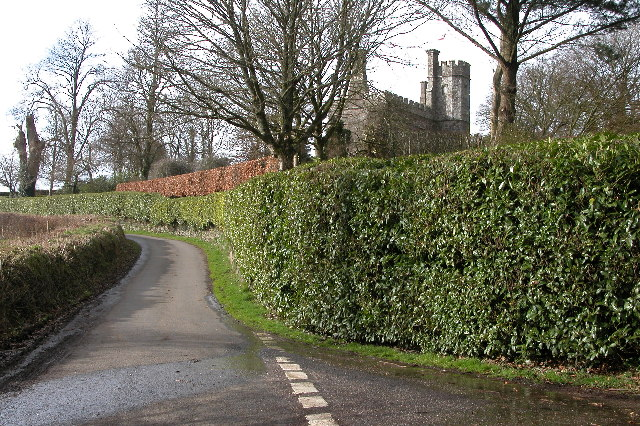
Affeton Castle von der öffentlichen Straße aus

Ein großes Bauernhaus, damals Affeton Barton genannt, wurde später über die Fundamente und Keller des befestigten Herrenhauses gebaut, sodass das Torhaus als einziges originales Gebäude übrigblieb. Anfang des 19. Jahrhunderts war dieses Torhaus allerdings eine Ruine ohne Dach, die J. Stucley als „hohle Schale, die mit verkohltem Holz gefüllt ist,“ beschreibt. Oben auf dem Turm wuchs ein Baum. Teile der Mauer des alten Wendeltreppenhauses mussten irgendwann entfernt werden, um einen Esel zu retten, der im Treppenhaus steckengeblieben war und abgeseilt werden musste. Die Besitzer des Anwesens, die Ende des 18. Jahrhunderts mal in Hartland Abbey, mal in Moreton House lebten, hielten sich noch gelegentlich zur Jagd oder zur Inspektion der verpachteten Bauernhöfe in Affeton Castle auf, konnten aber nur beim Bauern in Affeton Barton übernachten, auch wenn die Familie eine Zeitlang auf der Cobley Farm auf dem Anwesen von Affeton residierte.
Das Torhaus ließ 1868–1869 Sir George Stucley, 1. Baronet, (1812–1900) restaurieren. Dieser hieß bis zu seiner Ernennung zum ersten Baronet Stucley George Buck und nutzte das renovierte Torhaus dann als Schießstand zum Jagen von Rauhfußhühnern im nahegelegenen Affeton Moor auf seinem Anwesen. Etwa um diese Zeit erhielt das Gebäude seinen heutigen Namen. Die Burg erbte Lieutenant-Colonel Sir William Stucley (1836–1911), dann Sir Edward Stucley (1852–1927) und Sir Hugh Nicholas Granville Stucley, 4. Baronet (1873–1956), der in Moreton House lebte.
Der 4. Baronet überließ Affeton Castle 1947 seinem Sohn, Sir Dennis Stucley, 5. Baronet, (1907–1983). 1956 wurde Moreton House verkauft und Affeton Castle wurde zum Hauptsitz der Baronets Stucley. Sir Dennis ließ zwei Badezimmer in die Burg einbauen, in der es ursprünglich keine gab. Sir Hugh George Copplestone Bampfylde Stucley, 6. Baronet, (* 1945) lebt heute in der Burg, die – anders als der andere Familiensitz Hartland Abbey – nicht öffentlich zugänglich ist. Er ließ einen Anbau erstellen, in dem sich Kinderzimmer und zusätzliche Schlafzimmer befinden.